# Чемеричко, Сергей Алексеевич
Сергей Алексеевич Чемеричко (31 марта 1891 года, хутор Ковалёвка, Кавказский отдел, Кубанская область — 3 июня 1971 года, станица Михайловская, Краснодарский край) — управляющий отделением совхоза имени Карла Маркса Министерства пищевой промышленности СССР, Суворовский район Ставропольского края. Герой Социалистического Труда (1951).

## Биография
Родился в 1891 году в крестьянской семье на хуторе Ковалёвка Кавказского отдела (сегодня — Новокубанский район Краснодарского края). В послевоенные годы возглавлял отделение № 5 совхоза имени Сталина Суворовского района (позднее — имени Карла Маркса, «Октябрьский» Предгорного района), в которое входили свиноводческая ферма, несколько ферм крупного рогатого скота и посевные площади кормовой кукурузы и суданской травы. За выдающиеся трудовые достижения по итогам 1947 года награждён Орденом Ленина.
В 1950 году колхозники участка № 5 собрали в среднем по 18 центнеров суданской травы с каждого гектара на участке площадью 46,2 гектара. Указом Президиума Верховного Совета СССР от 1 ноября 1951 года «за получение в 1950 году высоких урожаев зерновых культур в целом и семян суданки» удостоен звания Героя Социалистического Труда с вручением Ордена Ленина и золотой медали Серп и Молот.
Этим же Указом был награждён труженик отделения № 5 Анатолий Антонович Зинковский.
После выхода на пенсию переехал в Краснодарский край. Проживал в станице Михайловская, где скончался в 1971 году.
Награды
- Герой Социалистического Труда
- Орден Ленина — дважды (29.04.1948; 1951)
- Орден Трудового Красного Знамени — дважды